# Чемпіонат Європи з футболу серед жінок 2022
Чемпіонат Європи з футболу серед жінок 2022 — 13-ий чемпіонат Європи з футболу серед жінок, що відбувся в Англії з 6 по 31 липня 2022 року. У фінальній частині чемпіонату брали участь 16 команд.
Спочатку турнір мав відбутися з 7 липня по 1 серпня 2021 року. Однак через пандемію COVID-19 у Європі на початку 2020 року яке призвело до перенесення Літніх Олімпійських ігор 2020 року та Євро-2020 на літо 2021 року, тому турнір було перенесено на 6-31 липня 2022 року – на відміну від інших великих турнірів, які були аналогічно перенесені, його перейменували. Англія востаннє приймала турнір у 2005 році, який став останнім чемпіонатом, у якому взяли участь лише вісім команд.
Чинний чемпіон збірна Нідерландів вибула у чвертьфіналі поступившись Франції. Господарки, збірна Англії виграла свій перший титул чемпіонок Європи серед жінок, перемігши Німеччину з рахунком 2:1 після додаткового часу у фіналі, який відбувся на стадіоні «Вемблі» в Лондоні.

## Вибір місця проведення
Англія була єдиною країною, яка подала заявку до встановленого терміну. Угорщина та Австрія також оголосили про зацікавленість  у поданні заявок на проведення турніру.
Англія була обрана господарем турніру 3 грудня 2018 року на засіданні Виконавчого комітеті УЄФА в Дубліні (Ірландія).

## Жеребкування
Фінальне жеребкування відбулося в Манчестері, Англія, 28 жовтня 2021 року о 18:00 за центральноєвропейським часом.
| Кошик 1                | Кошик 2  | Кошик 3   | Кошик 4           |
| ---------------------- | -------- | --------- | ----------------- |
| Англія (господар)      | Швеція   | Данія     | Ісландія          |
| Нідерланди (чемпіонки) | Іспанія  | Бельгія   | Росія[!]          |
| Німеччина              | Норвегія | Швейцарія | Фінляндія         |
| Франція                | Італія   | Австрія   | Північна Ірландія |

Примітки
1. ^ Росія була дискваліфікована ФІФА та УЄФА 28 лютого 2022 року, а Португалія була обрана УЄФА на її місце 2 травня 2022 року. Це не вплинуло б на жеребкування, оскільки обидві команди були б розміщені в 4-му кошику.

## Стадіони
| Лондон (Вемблі)      | Манчестер (Олд Траффорд)                                             | Шеффілд                                                              | Саутгемптон                                                          |
| -------------------- | -------------------------------------------------------------------- | -------------------------------------------------------------------- | -------------------------------------------------------------------- |
| Вемблі               | Олд Траффорд                                                         | Бремолл Лейн                                                         | Сент-Меріс                                                           |
| Місткість: 90,000    | Місткість: 74,879                                                    | Місткість: 32,702                                                    | Місткість: 32,505                                                    |
|                      |                                                                      |                                                                      |                                                                      |
| Брайтон              | Лондон Манчестер Шеффілд Саутгемптон Брайтон Мілтон-Кінз Ротергем Лі | Лондон Манчестер Шеффілд Саутгемптон Брайтон Мілтон-Кінз Ротергем Лі | Лондон Манчестер Шеффілд Саутгемптон Брайтон Мілтон-Кінз Ротергем Лі |
| Фалмер               | Лондон Манчестер Шеффілд Саутгемптон Брайтон Мілтон-Кінз Ротергем Лі | Лондон Манчестер Шеффілд Саутгемптон Брайтон Мілтон-Кінз Ротергем Лі | Лондон Манчестер Шеффілд Саутгемптон Брайтон Мілтон-Кінз Ротергем Лі |
| Місткість: 31,800    | Лондон Манчестер Шеффілд Саутгемптон Брайтон Мілтон-Кінз Ротергем Лі | Лондон Манчестер Шеффілд Саутгемптон Брайтон Мілтон-Кінз Ротергем Лі | Лондон Манчестер Шеффілд Саутгемптон Брайтон Мілтон-Кінз Ротергем Лі |
|                      | Лондон Манчестер Шеффілд Саутгемптон Брайтон Мілтон-Кінз Ротергем Лі | Лондон Манчестер Шеффілд Саутгемптон Брайтон Мілтон-Кінз Ротергем Лі | Лондон Манчестер Шеффілд Саутгемптон Брайтон Мілтон-Кінз Ротергем Лі |
| Мілтон-Кінз          | Лондон Манчестер Шеффілд Саутгемптон Брайтон Мілтон-Кінз Ротергем Лі | Лондон Манчестер Шеффілд Саутгемптон Брайтон Мілтон-Кінз Ротергем Лі | Лондон Манчестер Шеффілд Саутгемптон Брайтон Мілтон-Кінз Ротергем Лі |
| Стадіон мк           | Лондон Манчестер Шеффілд Саутгемптон Брайтон Мілтон-Кінз Ротергем Лі | Лондон Манчестер Шеффілд Саутгемптон Брайтон Мілтон-Кінз Ротергем Лі | Лондон Манчестер Шеффілд Саутгемптон Брайтон Мілтон-Кінз Ротергем Лі |
| Місткість: 30,500    | Лондон Манчестер Шеффілд Саутгемптон Брайтон Мілтон-Кінз Ротергем Лі | Лондон Манчестер Шеффілд Саутгемптон Брайтон Мілтон-Кінз Ротергем Лі | Лондон Манчестер Шеффілд Саутгемптон Брайтон Мілтон-Кінз Ротергем Лі |
|                      | Лондон Манчестер Шеффілд Саутгемптон Брайтон Мілтон-Кінз Ротергем Лі | Лондон Манчестер Шеффілд Саутгемптон Брайтон Мілтон-Кінз Ротергем Лі | Лондон Манчестер Шеффілд Саутгемптон Брайтон Мілтон-Кінз Ротергем Лі |
| Лондон (Брентфорд)   | Ротергем                                                             | Лі                                                                   | Манчестер (Брадфорд)                                                 |
| Брентфорд Комм'юніті | Нью-Йорк                                                             | Лі Спортс Віллідж                                                    | Академі                                                              |
| Місткість: 17,250    | Місткість: 12,021                                                    | Місткість: 7,800                                                     | Місткість: 4,400                                                     |
|                      |                                                                      |                                                                      |                                                                      |

## Регламент
Команди, які посіли перше та друге місця у своїй групі, виходять до чвертьфіналу.
На груповому етапі команди ранжуються за очками (3 очки за перемогу, 1 очко за нічию, 0 очок за поразку). Якщо декілька команд мають рівну кількість очок, для визначення їхніх місць застосовуються такі критерії у наступному порядку:
1. Очки в очних матчах між цими командами.
2. Різниця голів в очних матчах між цими командами.
3. Голи, забиті в очних матчах між цими командами.
4. Якщо більше двох команд мають рівну кількість очок, і після застосування всіх наведених вище критеріїв особистих зустрічей частина цих команд все ще має рівні показники, усі вказані вище критерії особистих зустрічей повторно застосовуються виключно до команд з рівними показниками.
5. Різниця голів у всіх групових матчах.
6. Голи, забиті у всіх матчах групи.
7. Серія пенальті, якщо лише дві команди мають однакові показники за всіма наведеними вище критеріями, і вони зустрічаються в останньому раунді групи.
8. Дисциплінарні очки (червона картка = 3 очки, жовта картка = 1 очко, вилучення за дві жовті картки в одному матчі = 3 очки).
9. Рейтинг коефіцієнтів УЄФА для фінального жеребкування.

На стадії плей-оф для визначення переможців у разі необхідності використовується додатковий час і серія пенальті.

## Груповий раунд

### Група A
| Поз | Команда           | І | В | Н | П | ГЗ | ГП | РГ  | О | Кваліфікація |
| --- | ----------------- | - | - | - | - | -- | -- | --- | - | ------------ |
| 1   | Англія (H)        | 3 | 3 | 0 | 0 | 14 | 0  | +14 | 9 | Плей-оф      |
| 2   | Австрія           | 3 | 2 | 0 | 1 | 3  | 1  | +2  | 6 | Плей-оф      |
| 3   | Норвегія          | 3 | 1 | 0 | 2 | 4  | 10 | −6  | 3 |              |
| 4   | Північна Ірландія | 3 | 0 | 0 | 3 | 1  | 11 | −10 | 0 |              |

| 6 липня 2022      |     |                   |
| Англія            | 1–0 | Австрія           |
| 7 липня 2022      |     |                   |
| Норвегія          | 4–1 | Північна Ірландія |
| 11 липня 2022     |     |                   |
| Австрія           | 2–0 | Північна Ірландія |
| Англія            | 8–0 | Норвегія          |
| 15 липня 2022     |     |                   |
| Північна Ірландія | 0–5 | Англія            |
| Австрія           | 1–0 | Норвегія          |

### Група B
| Поз | Команда   | І | В | Н | П | ГЗ | ГП | РГ | О | Кваліфікація |
| --- | --------- | - | - | - | - | -- | -- | -- | - | ------------ |
| 1   | Німеччина | 3 | 3 | 0 | 0 | 9  | 0  | +9 | 9 | Плей-оф      |
| 2   | Іспанія   | 3 | 2 | 0 | 1 | 5  | 3  | +2 | 6 | Плей-оф      |
| 3   | Данія     | 3 | 1 | 0 | 2 | 1  | 5  | −4 | 3 |              |
| 4   | Фінляндія | 3 | 0 | 0 | 3 | 1  | 8  | −7 | 0 |              |

| 8 липня 2022  |     |           |
| Іспанія       | 4–1 | Фінляндія |
| Німеччина     | 4–0 | Данія     |
| 12 липня 2022 |     |           |
| Данія         | 1–0 | Фінляндія |
| Німеччина     | 2–0 | Іспанія   |
| 16 липня 2022 |     |           |
| Фінляндія     | 0–3 | Німеччина |
| Данія         | 0–1 | Іспанія   |

### Група C
| Поз | Команда    | І | В | Н | П | ГЗ | ГП | РГ | О | Кваліфікація |
| --- | ---------- | - | - | - | - | -- | -- | -- | - | ------------ |
| 1   | Швеція     | 3 | 2 | 1 | 0 | 8  | 2  | +6 | 7 | Плей-оф      |
| 2   | Нідерланди | 3 | 2 | 1 | 0 | 8  | 4  | +4 | 7 | Плей-оф      |
| 3   | Швейцарія  | 3 | 0 | 1 | 2 | 4  | 8  | −4 | 1 |              |
| 4   | Португалія | 3 | 0 | 1 | 2 | 4  | 10 | −6 | 1 |              |

| 9 липня 2022  |     |            |
| Португалія    | 2–2 | Швейцарія  |
| Нідерланди    | 1–1 | Швеція     |
| 13 липня 2022 |     |            |
| Швеція        | 2–1 | Швейцарія  |
| Нідерланди    | 3–2 | Португалія |
| 17 липня 2022 |     |            |
| Швейцарія     | 1–4 | Нідерланди |
| Швеція        | 5–0 | Португалія |

### Група D
| Поз | Команда  | І | В | Н | П | ГЗ | ГП | РГ | О | Кваліфікація |
| --- | -------- | - | - | - | - | -- | -- | -- | - | ------------ |
| 1   | Франція  | 3 | 2 | 1 | 0 | 8  | 3  | +5 | 7 | Плей-оф      |
| 2   | Бельгія  | 3 | 1 | 1 | 1 | 3  | 3  | 0  | 4 | Плей-оф      |
| 3   | Ісландія | 3 | 0 | 3 | 0 | 3  | 3  | 0  | 3 |              |
| 4   | Італія   | 3 | 0 | 1 | 2 | 2  | 7  | −5 | 1 |              |

| 10 липня 2022 |     |          |
| Бельгія       | 1–1 | Ісландія |
| Франція       | 5–1 | Італія   |
| 14 липня 2022 |     |          |
| Італія        | 1–1 | Ісландія |
| Франція       | 2–1 | Бельгія  |
| 18 липня 2022 |     |          |
| Ісландія      | 1–1 | Франція  |
| Італія        | 0–1 | Бельгія  |

## Плей-оф

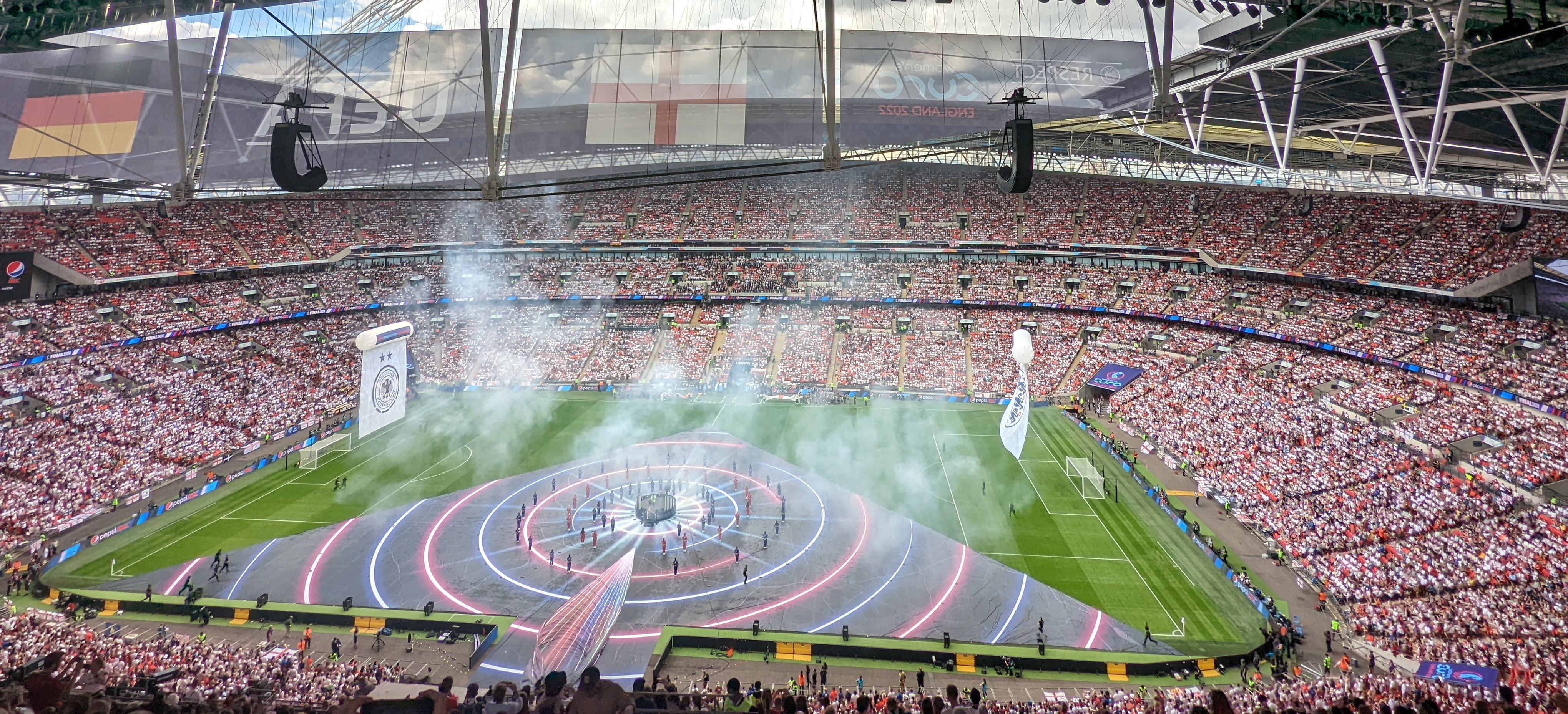
Фінал чемпіонату Європи: Англія — Німеччина

|  | Чвертьфінали         | Чвертьфінали           |                    |   | Півфінали | Півфінали |  |  | Фінал | Фінал |
|  |                      |                        |                    |   |           |           |  |  |       |       |
|  | 20 липня – Брайтон   |                        |                    |   |           |           |  |  |       |       |
|  |                      |                        |                    |   |           |           |  |  |       |       |
|  | Англія дч            | 2                      |                    |   |           |           |  |  |       |       |
|  | Англія дч            | 2                      | 26 липня – Шеффілд |   |           |           |  |  |       |       |
|  | Іспанія              | 1                      |                    |   |           |           |  |  |       |       |
|  | Іспанія              | 1                      | Англія             | 4 |           |           |  |  |       |       |
|  | 22 липня – Лі        |                        | Англія             | 4 |           |           |  |  |       |       |
|  |                      | Швеція                 | 0                  |   |           |           |  |  |       |       |
|  | Швеція               | Швеція                 | 0                  | 1 |           |           |  |  |       |       |
|  | Швеція               |                        | 31 липня – Лондон  | 1 |           |           |  |  |       |       |
|  | Бельгія              | 0                      |                    |   |           |           |  |  |       |       |
|  | Бельгія              | 0                      | Англія дч          | 2 |           |           |  |  |       |       |
|  | 21 липня – Брентфорд |                        | Англія дч          | 2 |           |           |  |  |       |       |
|  |                      | Німеччина              | 1                  |   |           |           |  |  |       |       |
|  | Німеччина            | Німеччина              | 1                  | 2 |           |           |  |  |       |       |
|  | Німеччина            | 27 липня – Мілтон-Кінз |                    | 2 |           |           |  |  |       |       |
|  | Австрія              | 0                      |                    |   |           |           |  |  |       |       |
|  | Австрія              | 0                      | Німеччина          | 2 |           |           |  |  |       |       |
|  | 23 липня – Ротергем  |                        | Німеччина          | 2 |           |           |  |  |       |       |
|  |                      | Франція                | 1                  |   |           |           |  |  |       |       |
|  | Франція дч           | Франція                | 1                  | 1 |           |           |  |  |       |       |
|  | Франція дч           |                        |                    | 1 |           |           |  |  |       |       |
|  | Нідерланди           | 0                      |                    |   |           |           |  |  |       |       |
|  | Нідерланди           | 0                      |                    |   |           |           |  |  |       |       |